# Kalvekallapur, Hangal
Kalvekallapur là một làng thuộc tehsil Hangal, huyện Haveri, bang Karnataka, Ấn Độ.